# Сегара, Элен
Эле́н Сегара́ (фр. Hélène Ségara [elɛn seɡaʁa], урожд. Эле́н Аврора Элис Риццо (фр. и итал. Hélène Aurore Alice Rizzo); род. 26 февраля 1971, Си-Фур-ле-Плаж, близ Тулона) — французская певица.

## Биография
Элен Сегара родилась 26 февраля 1971 года в Си-Фур-Ле-Плаж, городке в департаменте Вар, на Лазурном берегу Средиземного моря. Её отец, итальянец Бернардо Риццо, работал в бюро судостроительной верфи Сен-Сюр-Мер, а мать, армянка Тереза Каспарян, была служащей в налоговом управлении. После развода родителей в 1979 году восьмилетняя Элен осталась жить с матерью, которая не была в восторге от стремлений дочери стать певицей, в будущем она видела Элен служащей мэрии. Но Элен заявила матери: «Нет, мама, я буду петь!». Бабушка и дедушка поддерживали внучку в её мечтах о певческой карьере.
Через несколько лет, когда Элен было одиннадцать лет, она приняла участие и победила в музыкальном конкурсе, исполнив песню Наны Мускури «Любовь в наследии» (фр. L'amour en heritage).
В 14 лет Элен переехала жить к отцу, а уже в 15 бросила школу и начала выступать в барах, ресторанах и клубах Французской Ривьеры.
В 1993 году вышел в свет её первый сингл «Loin», не имевший успеха. В 1996 году Элен решается покинуть свой родной городок у Лазурного берега и переезжает в Париж.
После прослушиваний в разных студиях, она встречается с Орландо Джильотти (братом и продюсером Далиды), на которого голос Элен произвел огромное впечатление. Орландо становится продюсером Элен и уже вскоре выходит в свет её новый сингл «Je vous aime adieu», ставший очень популярным и получивший награду Рольф Марбо, присужденную фр. Société des auteurs, compositeurs et éditeurs de musique SACEM весной 1997 года. Эта песня вошла в её первый альбом «Стеклянное сердце» (фр. Coeur de verre) (1999) вместе с песнями «Les vallées d’Irlande» и «Vivo per lei», спетыми со всемирно известным Андреа Бочелли. Альбом был продан тиражом более чем в 600 000 экземпляров.
В 1997 году Элен получила роль Эсмеральды в мюзикле Нотр-Дам де Пари (фр. Notre-Dame de Paris) Люка Пламондона и Ришара Коччианте. Участие Элен в мюзикле Нотр-Дам де Пари помогло ей в развитии её сольной карьеры. Элен пригласили записать песню (фр. Loin du froid de décembre) к мультфильму «Anastasia».
В 1999 году Элен пришлось покинуть мюзикл Нотр-Дам де Пари, из-за потери голоса во время турне по Квебеку: «Во время турне я спала не более трех часов за ночь, тогда как мне нужно восемь-десять, чтобы дать отдохнуть моему голосу; я потеряла 6 кило, мой друг меня бросил, и в итоге я потеряла голос». У Элен была обнаружена киста голосовых связок, и ей срочно потребовалась операция. Доктора предупредили её о том, что если она хочет снова петь, то не должна разговаривать в течение трёх недель. Что и сделала Элен, прожив долгое время в Нью-Йорке. Восстановив голос, Элен записала песни к своему второму альбому (фр. Au nom d'une femme) «От имени женщины» (2000) из которого сингл (фр. "Il y a trop de gens qui t'aiment") — «Слишком многие любят тебя», вышедший ещё в конце 1999 года, сразу же занял первые места в хит-парадах Франции, Бельгии и Швейцарии.

## Семья
- Сын — Рафаэль (1989).
- Муж — Матьё Лёка (c 30 августа 2003 года).
  - Сын — Маттео (5 мая 2003 года).
  - Дочь — Майя (11 октября 2004 года).

## Дискография

### Альбомы
- 1999 : Cœur de verre
- 2000 : Au nom d’une femme
- 2001 : En concert à l’Olympia
- 2002 : Hélène
- 2003 : Humaine
- 2004 : Ailleurs comme ici -[лучшие]
- 2006 : Quand l'éternité…
- 2007 : les 50 plus belles chansons
- 2007 : Collection prestige
- 2008 : Mon pays c’est la terre
- 2011 : Parmi la foule
- 2013 : Et si tu n’existais pas (en duo avec Joe Dassin)
- 2014 : Tout commence aujourd’hui

### Синглы
- 1993 : Loin
- 1996 : Je vous aime adieu #13
- 1996 : Une voix dans la nuit
- 1997 : Les larmes ремикс
- 1997 : Auprès de ceux que j’aimais
- 1997 : Vivo per léi, вместе с Андреа Бочелли #1
- 1998 : Loin du froid de Décembre [по теме фильма] Anastasia
- 1998 : Vivre [по теме музыкальной трагедии «Нотр-Дам де Пари»
- 1999 : Les vallées d’Irlande #15
- 1999 : Il y a trop de gens qui t’aiment #1
- 2000 : Elle, tu l’aimes #3
- 2000 : Parlez-moi de nous #15
- 2001 : Tu vas me quitter #7
- 2001 : Au nom d’une femme ремикс
- 2001 : Mrs Jones (Live в Олимпии) [2000]
- 2002 : Donner tout #15
- 2003 : L’amour est un soleil #2
- 2003 : Encore une fois #32
- 2003 : On n’oublie jamais rien, on vit avec, (вместе c Лаура Паузини) #3
- 2004 : Humaine
- 2004 : On ne dit pas #26
- 2004 : Ailleurs comme ici #11
- 2006 : Méfie-toi de moi #18
- 2007 : Rien n’est comme avant #20
- 2007 : Father
- 2008 : La moitié de nous, (вместе c Брюно Пельтье)
- 2011 : La vie avec toi
- 2011 : A la renverse
- 2012 : Le monde a l’enverse
- 2013 : Et si tu n’existais pas (c Джо Дассеном)

## Фильмография и телевидение
- Notre-Dame de Paris (1999) (TV) (Эсмеральда)
- Le plus grand cabaret du monde, 2006
- Vivement dimanche, 2001,2006
- La Méthode Cauet, 2006
- On a tout essayé, 2005—2006
- Tenue de soirée, 2006
- Soirée Cap 48, 2006
- On n’est pas couché, 2006
- Les Enfants de la télé, 1999—2005
- Les Duos de l’impossible, 2005
- Les Années Zénith, 2005
- Tout le monde en parle, 2002—2005
- Choisissez vos chansons, 2005
- Eurovision: sélection française, 2005
- Le Train des enfoirés, 2005
- Starmania: 25 ans déjà, 2005
- Qui veut gagner des millions?, 2004 et 2007
- Les Enfoirés dans l’espace, 2004
- MTV3 Live, 2003
- Les Enfoirés 2002: Tous dans le même bateau, 2002
- Les Enfoirés en 2000, 2000
- Les Enfoirés: dernière édition avant l’an 2000, 1999